# 理查德·J·伯恩斯坦
理查德·雅各布·伯恩斯坦（英語：Richard Jacob Bernstein，1932年5月14日—2022年7月4日），美国哲学家，纽约社会研究新学院哲学系讲座教授。主要研究实用主义、社会政治哲学、批判理论等。

## 生平
1932年生于美国纽约布鲁克林区的一个第二代犹太移民家庭。曾就读于中林高中，后申请进入芝加哥大学，遇到了理查德·罗蒂、苏珊·桑塔格、菲利普·罗斯、迈克·尼科尔斯、乔治·史坦纳等志同道合的朋友。19岁从芝加哥大学毕业后，他又回到纽约，并在哥伦比亚大学学习。1953年进入耶鲁大学攻读哲学研究生。他在实用主义者约翰·E·史密斯的指导下，完成了关于约翰·杜威的《经验形而上学》的博士论文。随后他留校任教。1958年曾在希伯来大学担任富布赖特学者。1965年，在耶鲁任教近十年后，耶鲁大学终身教职委员拒绝授予他终身教职。随后，他进入哈弗福德学院工作。期间出版了《实践与行动》《社会政治理论的重构》《超越客观主义与相对主义》《哲学论稿》等哲学作品。1989年当选美国哲学协会东部分会主席。同年加入了社会研究新学院的研究生院，重建了哲学系，并在1989年至2002年担任系主任。2022年7月4日逝世。

## 中文译本
- . 南京: 南京大學出版社. 2023.
- . 人文与社会译丛. 由李元来翻译. 南京: 译林出版社. 2019. ISBN 978-7-5447-7508-3.
- . 人文与社会译丛. 由王钦，朱康翻译. 南京: 译林出版社. 2015. ISBN 978-7-5447-9097-0.
- . 人文与社会译丛. 由黄瑞祺翻译. 南京: 译林出版社. 2008. ISBN 978-7-5447-0502-8.
- . 太阳神译丛. 由郭小平翻译. 北京: 光明日报出版社. 1992. ISBN 7-80014-385-6.